# Famille Frankopan
Frankopan (en croate : Frankopani ou Frankapani ; en hongrois : Frangepán ; en latin : Frangepanus ou Francopanus) est le patronyme d'une ancienne famille princière croate, dont les membres jouèrent un rôle majeur dans l'histoire du royaume de Croatie unie à la Hongrie. Une ascendance commune avec la noble famille italienne des Frangipani a été posée, mais non prouvée.

## Histoire
Les Frankopans sont mentionnés en 1115 comme knèze de l'île de Krk (Veglia) et d'une partie du littoral au sein du royaume de Croatie. Au XIIe siècle déjà, sous le règne du roi Béla III de Hongrie, leurs possessions se sont agrandies, atteignant le château de Modruš près de la ville de Karlovac. La puissance politique de la famille continue à croître jusqu'àu XVIIe siècle : Fran Krsto Frankopan et son beau-frère le ban Petar Zrinski sont persécutés à la suite de la conjuration des Magnats visant à monter une révolte contre leur souverain, l'empereur Léopold Ier de Habsbourg, et furent exécutés à Wiener Neustadt en 1671.
Il subsiste en Croatie plusieurs châteaux ayant appartenu à cette famille, principalement dans le Gorski Kotar et sur l'île de Krk. Ainsi le château de Stara Susica près de Trsat, qui inclut des structures datant de la période illyrienne et romaine. La ville de Bosiljevo abrite un château fortifié rénové au siècle dernier dans un esprit romanesque. Le château de la ville de Severin na Kupi appartenait à la famille Frankopan jusqu'au XVIIe siècle. D'autres châteaux et propriétés des Frankopans peuvent être vus dans les villes de Bosiljevo, Novi Vinodolski, Ogulin, Slunj, Ozalj, Cetingrad, Ribnik et Trsat.

## Membres notables
- Ivan Frankopan (hongrois : János) (-1393). Ban de Croatie.
  - Nikola Frankopan (hongrois : Miklós). fils d'Ivan Frankopan. Ban de Croatie 1426-1432
    - Ivan Krankopan (hongrois : János) (-1436) fils de Nikola Frankopan. Ban de Croatie 1434-1436

  - Nikola Frankopan (hongrois : Miklós) (-1456?1458?). fils de Nikola Frankopan. co-Ban de Croatie.
  - Stjepan Frankopan (hongrois : István) (-1481). fils de Nikola Frankopan. Ban de Croatie 1437.
    - Bernát mort en 1527
      - Krsto Frankopan (hongrois : Kristóf) (-1527). petit-fils de Stjepan Frankopan. Ban de Croatie, 1527.
- Franjo Frankopan. co-Ban de Croatie , 1567-1573.
- Nikola Frankopan (hongrois : Miklós) de Trsat (hongrois, Tersacz)   (mort en 1647) Ban de Croatie 1617-1622
- Katarina Zrinska (en hongrois, Katalin) (-1673). fille de Vuk Krsto Frankopan. épouse Petar Zrinski, Ban de Croatie 1665-1670.
- Fran Krsto Frankopan (en hongrois, Ferenc Kristóf), exécuté en 1671.